# C. K. Durga
C.K. Durga es una cirujana y oncóloga india. Desarrolló una técnica de cirugía de cáncer de mama que extirpa el cáncer y reconstruye la mama simultáneamente con tejido de la propia paciente, la cual ha sido ampliamente adoptada por cirujanos de todo el mundo. Es conocida por sus contribuciones a la salud femenina, en particular por su extensa investigación sobre el cáncer de mama.
Ella recibió el Nari Shakti Puraskar 2018, el honor civil más alto de la India para las mujeres, otorgado por el Gobierno de la India.

## Vida y carrera
Obtuvo su MBBS y luego completó su maestría en cirugía en 1981. Comenzó su carrera como residente sénior en el Hospital Dr. Ram Manohar Lohia y luego se convirtió en especialista en 1987. Actualmente,  ocupa el puesto de Profesora de Cirugía en el Instituto de Postgrado de Educación Médica e Investigación y se desempeña como Consultora y Jefa del Departamento de Cirugía en el Hospital Dr. Ram Manohar Lohia, Nueva Delhi.  También se desempeña como editora asociada del Indian Journal of Surgery y es miembro cooptada del GC de la Asociación de Cirujanos de la India de Delhi desde 2018.
En 2017, Durga fue elegida presidenta de la sección de Delhi de la Asociación de Cirujanos de la India. Ese mismo año, recibió el premio a la Mejor Sección Estatal de la Asociación de Cirujanos de la India. Ha asesorado a numerosos estudiantes en la investigación del cáncer y ha dirigido programas de concienciación diseñados para mejorar la calidad de vida de los pacientes con cáncer.